# Automeris naranja
Automeris naranja é uma espécie de mariposa da família Saturniidae. É encontrada nos países sul-americanos: Bolívia, Brasil, Paraguai, Uruguai e Argentina. Se alimentam de algumas plantas, como carvalhos e madressilvas.

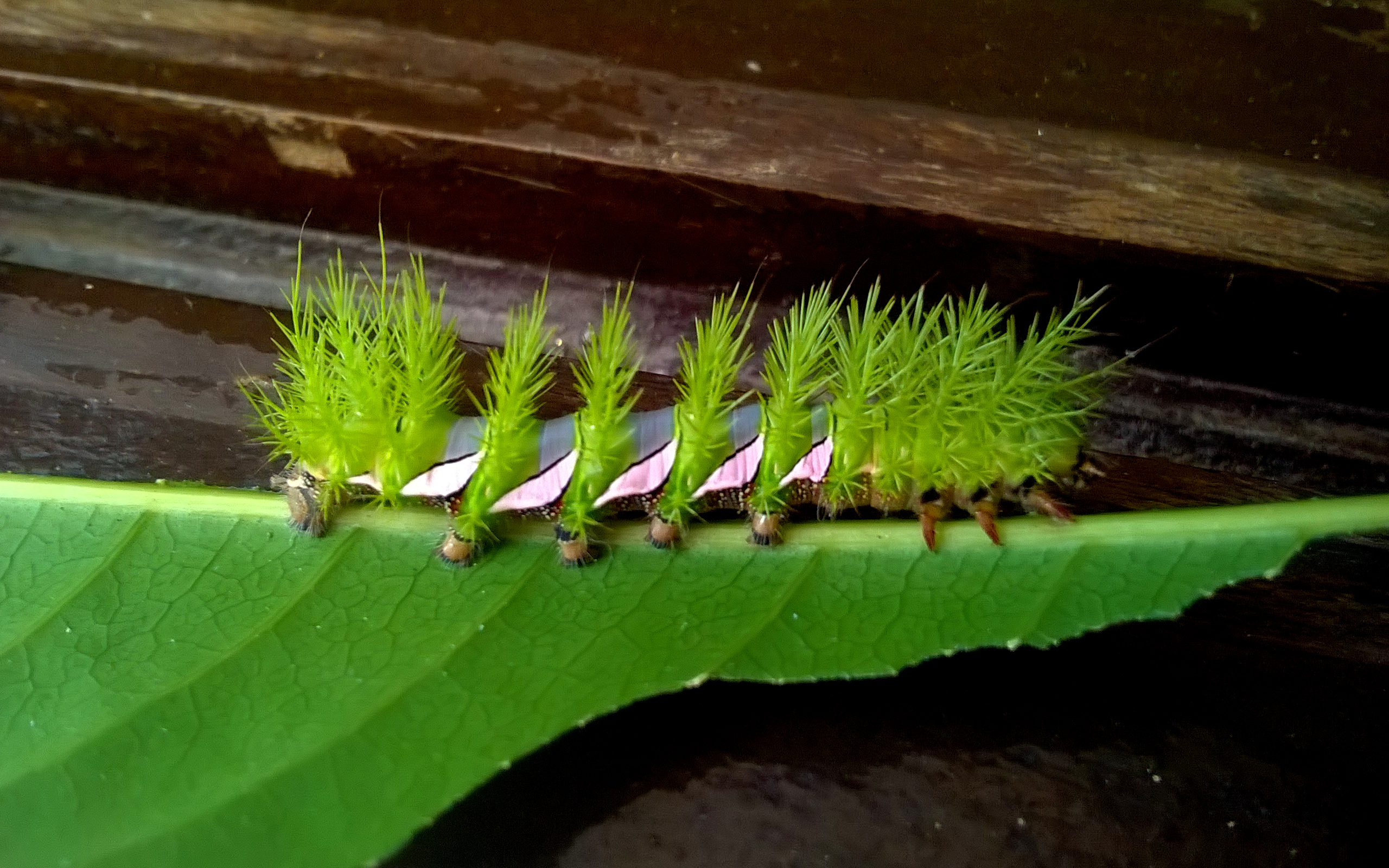
Larva da espécie Automeris naranja

.